# Steffen Kjærgaard
Steffen Kjærgaard, né le 24 mai 1973 à Tønsberg, est un coureur cycliste norvégien.

## Biographie
Champion de Norvège en 1994, Steffen Kjærgaard commence sa carrière professionnelle en 1996 dans l'équipe néerlandaise TVM, après y avoir été stagiaire et remporté le Tour d'Autriche l'année précédente. Il reste deux ans dans cette équipe puis rejoint le Team Chicky World en 1998, avec laquelle il effectue également deux saisons. Durant cette période, il remporte quatre fois consécutivement le championnat de Norvège du contre-la-montre. Il s'illustre également sur de courtes courses par étapes telles que le Tour de Normandie, le Tour de Bavière ou le Circuit de la Sarthe.
En 2000, il rejoint l'équipe américaine US Postal. Il ne signe plus de succès individuel mais participe à deux des sept Tours de France victorieux de Lance Armstrong, en 2000 et 2001. En 2002, il prend part au Tour d'Espagne avec pour leader Roberto Heras qui prend la deuxième place du classement général.
En 2003, malgré un nouveau titre national, il ne se voit pas proposer de nouveau contrat pour la saison suivante et met fin à sa carrière.
Le 23 octobre 2012, au lendemain de l'annonce par l'Union cycliste internationale du retrait des résultats obtenus depuis le 1er août 1998 par Lance Armstrong, Steffen Kjærgaard avoue s'être dopé lorsqu'il était chez US Postal,.

## Palmarès sur route

### Coureur amateur
| - 1990 - Champion de Norvège du contre-la-montre par équipes juniors - 1991 - Champion de Norvège du contre-la-montre juniors - 1993 - Champion de Norvège du contre-la-montre par équipes - 1994 - Champion des Pays nordiques du contre-la-montre par équipes - Champion de Norvège sur route - Champion de Norvège du contre-la-montre par équipes - Ringerike Grand Prix - 4e étape du Tour d'Autriche | - 1995 - Champion de Norvège du contre-la-montre par équipes - Tour d'Autriche : - Classement général - 6e étape |  |

### Coureur professionnel
| - 1996 - Champion de Norvège du contre-la-montre - 1997 - Champion de Norvège du contre-la-montre - 2e de Vienne-Rabenstein-Gresten-Vienne - 1998 - Champion de Norvège du contre-la-montre - Tour de Bavière : - Classement général - 5e étape - 6ea étape du Tour de Rhénanie-Palatinat - 3e du Tour de Rhénanie-Palatinat - 1999 - Champion de Norvège du contre-la-montre - Tour de Normandie : - Classement général - 6ea étape (contre-la-montre par équipes) - Classement général du Circuit de la Sarthe - 1rea étape du Tour de Suède (contre-la-montre) - Prologue du Tour de Basse-Saxe - 2e du Tour de Luxembourg | - 2001 - Classement général du Roserittet DNV GP - 2002 - 1re étape du Tour d'Espagne (contre-la-montre par équipes) - 2e du championnat de Norvège du contre-la-montre - 2e du championnat de Norvège sur route - 2003 - Champion de Norvège du contre-la-montre - Roserittet DNV GP : - Classement général - 2e et 3e étapes |  |

### Résultats sur les grands tours

#### Tour de France
2 participations
- 2000 : 89e
- 2001 : 101e

#### Tour d'Espagne
1 participation
- 2002 : abandon (14e étape), vainqueur de la 2e étape (contre-la-montre par équipes)

#### Tour d'Italie
1 participation
- 1996 : abandon

## Palmarès sur piste

### Jeux olympiques
- Barcelone 1992
  - Éliminé lors de la poursuite

### Championnats des Pays nordiques
- 1993
  - Champion des Pays nordiques de la course aux points
  - 3e de la poursuite
  - 3e de la poursuite par équipes

### Championnats de Norvège
- 1991
  -  Champion de Norvège de poursuite juniors
  -  Champion de Norvège du kilomètre juniors
- 1992
  -  Champion de Norvège de poursuite
- 1993
  -  Champion de Norvège de poursuite
  -  Champion de Norvège de course aux points